# Токсичный актив
Токси́чный акти́в (англ. Toxic asset, также проблемный актив, англ. troubled asset) — финансовый актив, который значительно упал в цене и для которого больше нет функционирующего рынка. Такие активы не могут быть проданы по цене, удовлетворяющей владельца Так как активы часто компенсируются обязательствами и заёмными средствами, такое снижение цены может быть весьма опасным для владельца. Термин стал популярным в ходе финансового кризиса 2007—2008 гг., в истории которого такие активы сыграли важную роль.
Когда рынок токсичных активов перестаёт функционировать, его называют «замороженным» (frozen). Рынки некоторых токсичных активов «замёрзли» в 2007 году, а во второй половине 2008 года ситуация значительно обострилась. «Замораживанию» рынков токсичных активов способствовало несколько факторов. Стоимость активов была очень чувствительна к экономическим условиям, и повышенная неопределённость в этих условиях затрудняла оценку стоимости активов. Банки и другие крупные финансовые учреждения не желали продавать активы по значительно сниженным ценам, поскольку более низкие цены заставили бы их значительно сократить свои заявленные активы, сделав их, по крайней мере на бумаге, неплатежёспособными.

## Возникновение
По крайне мере до 2006 года термин имел ограниченное хождение, когда его возможно придумал или популяризировал основатель Countrywide Financial Анджело Мозило, использовавший весной 2006 года в электронном письме оценивший так ряда ипотечных продуктов:
«[100 % сабпраймовый заём на основе коэффициента ипотечной задолженности] самый опасный продукт, и не может быть ничего более токсичного…» (28 марта 2006)
Regarding Countrywide’s subprime 80/20 loans:
«За все мои годы в бизнесе я никогда не видел более токсичного продукта [[[sic]]]. Он не только ставится в зависимость от первого, но первый является сабпраймом. Кроме того, FICO ниже 600, ниже 500 и иногда ниже 400[.] Когда цены на недвижимость снизятся … продукт всё более и более будет ухудшаться.» (17 апреля 2006)

## «Казначейки»
«… у вообще всех европейских и американских банков есть общая проблема — очень резкое ужесточение денежно-кредитной политики.

Оно превращает в токсичные активы очень многие вложения, сделанные в эпоху околонулевых и отрицательных ставок. Во времена высокой инфляции и растущих ставок те же облигации, купленные под отрицательные проценты, становятся оружием массового поражения банков. Мало того, что они уносят деньги как в номинальном, так и — особенно — в реальном выражении, они же ещё и падают в цене».— Глеб Баранов, Европа посыпалась, Эксперт, 15 марта 2023